# Ponyfische
Die Ponyfische (Leiognathidae) sind eine Familie barschverwandter Fische, die im westlichen Pazifik und im Indischen Ozean vertreten sind. Equulites klunzingeri ist durch den Suezkanal in das Mittelmeer eingewandert. Man findet Ponyfische meist in flachen Küstengewässern und in der Gezeitenzone. Einige Arten gehen auch in das Süßwasser.

## Merkmale
Ponyfische werden je nach Art fünf bis 28 Zentimeter lang. Ihr Körper ist seitlich abgeflacht, von kleinen Schuppen bedeckt, der untere Teil des Körpers ist sehr schleimig. Der Kopf ist normalerweise schuppenlos und zeigt Knochenwülste auf der Oberseite. Das Maul ist klein und weit vorstreckbar (protraktil). Das Gaumenbein ist zahnlos. Eine Augenkiemendrüse (Pseudobranchie) fehlt. Die Anzahl der Branchiostegalstrahlen liegt bei vier bis fünf, die Anzahl der Wirbel bei 22 bis 24. Alle Arten der Ponyfische besitzen Leuchtorgane entlang der Speiseröhre.
Ponyfische haben eine einzige, durchgehende Rückenflosse. Die Hartstrahlen von Rücken- und Afterflosse können durch einen Arretierungsmechanismus fixiert werden. Die Basen von Rücken- und Afterflosse sind beschuppt.
Flossenformel: Dorsale VIII–IX/14–16, Anale III/14.
Ponyfische ernähren sich von kleinen, bodenbewohnenden Wirbellosen.

## Gattungen und Arten
Es gibt zehn Gattungen und etwa 50 Arten:

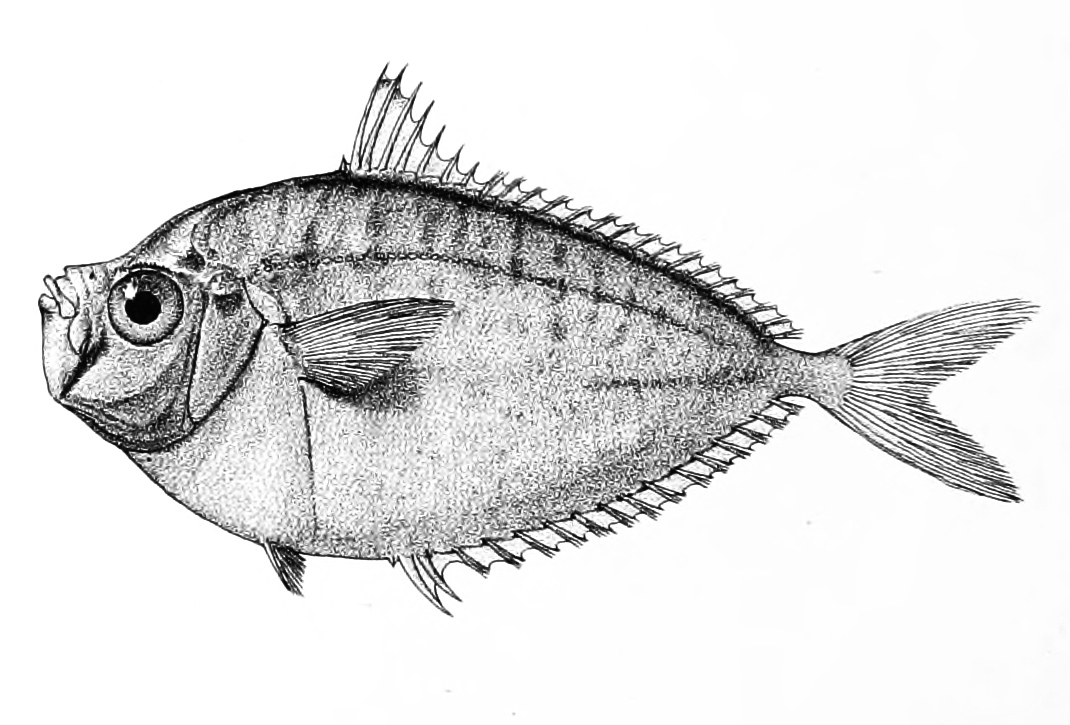
Deveximentum insidiator

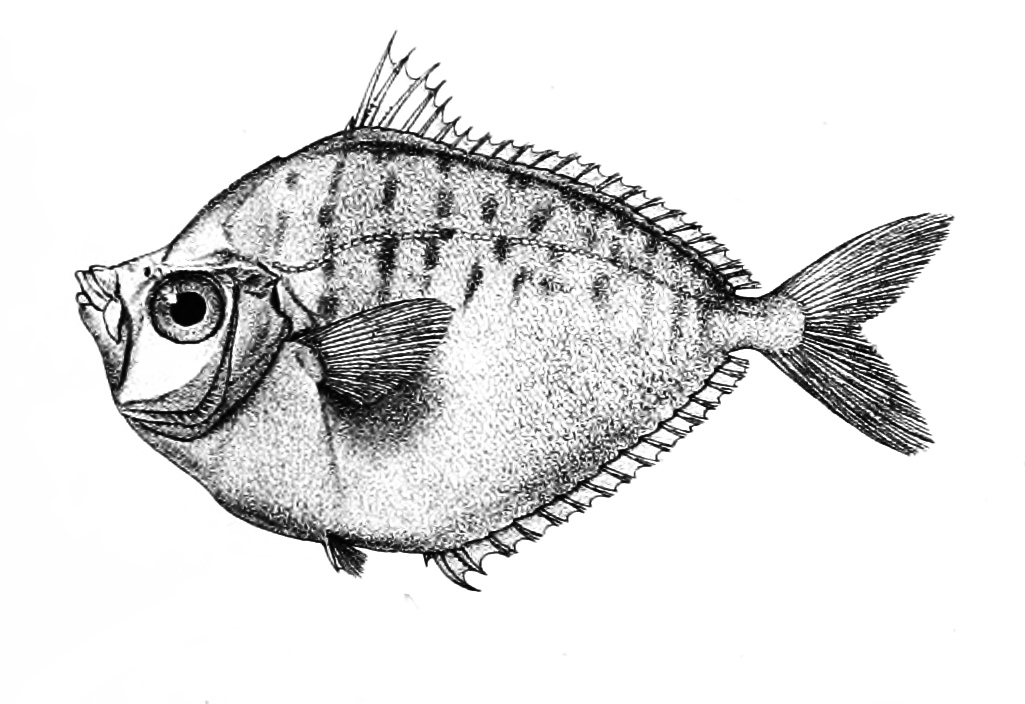
Equulites ruconius

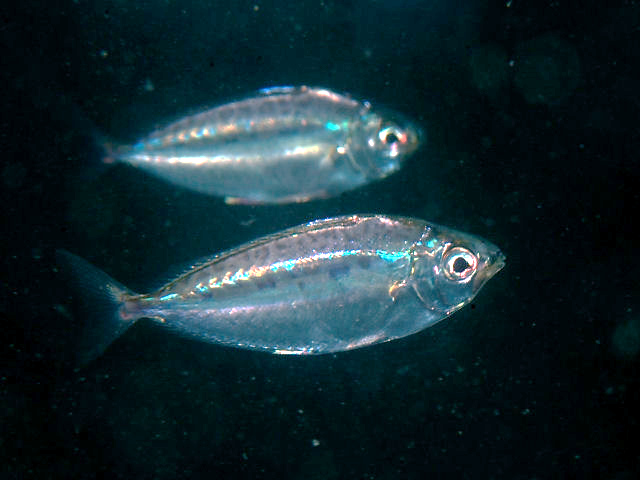
Equulites rivulatus

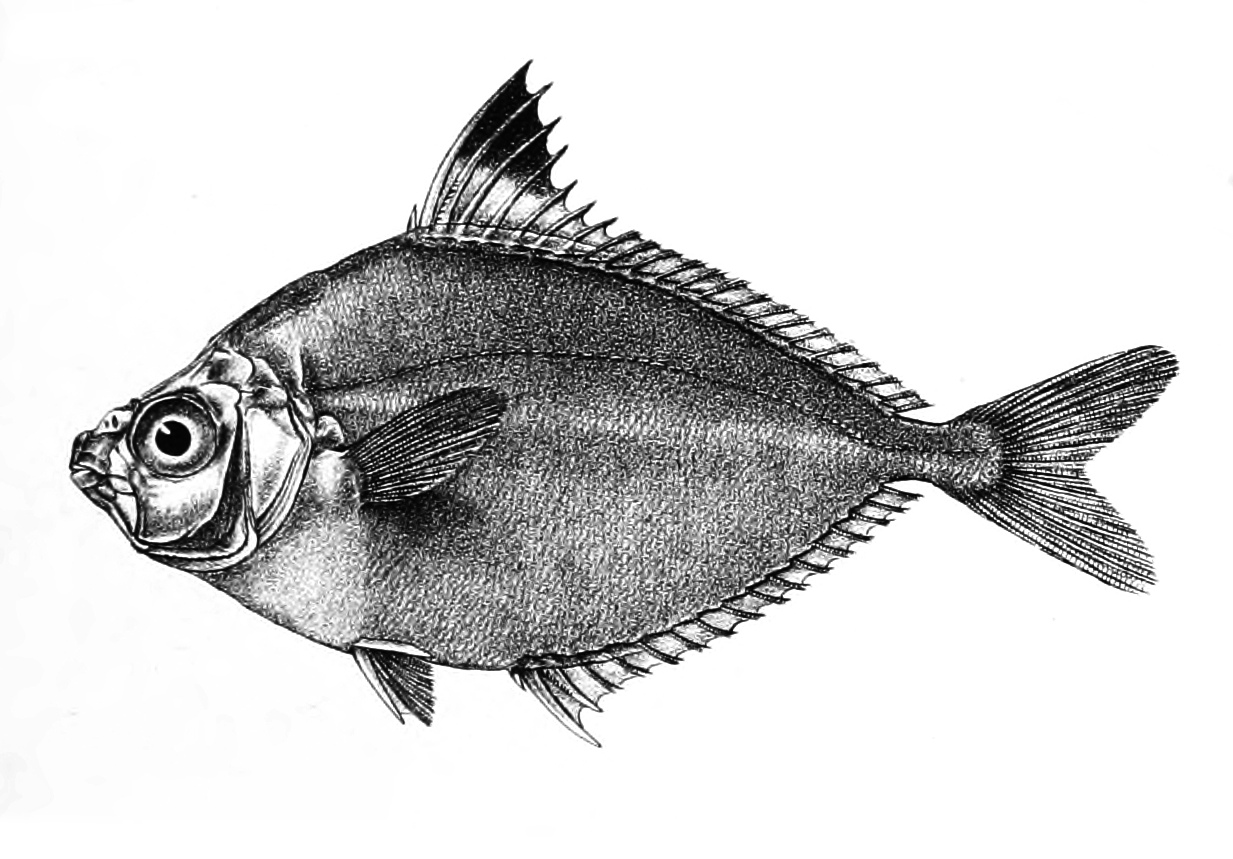
Karalla daura

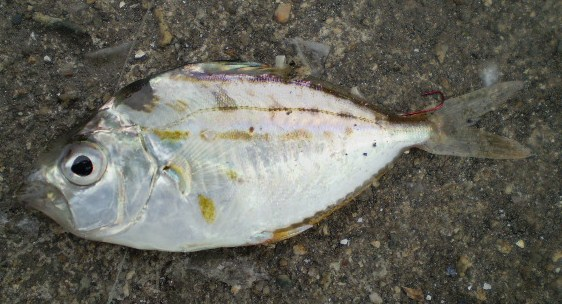
Nuchequula nuchalis

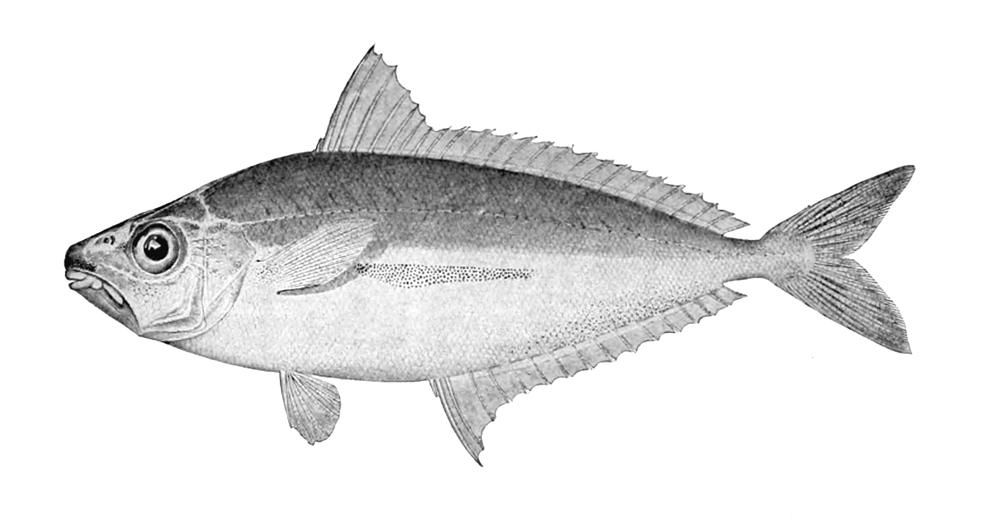
Photolateralis stercorarius

### Unterfamilie Gazzinae
Bei den Männchen der Unterfamilie Gazzinae sind die Leuchtorgane größer und anders geformt als die der Weibchen.
- Gattung Deveximentum Fowler, 1904
  - Deveximentum hanedai Mochizuki & Hayashi, 1989
  - Deveximentum indicium Monkolprasit, 1973
  - Deveximentum insidiator (Bloch, 1787)
  - Deveximentum interruptum (Valenciennes, 1835)
  - Deveximentum megalolepis Mochizuki & Hayashi, 1989
  - Deveximentum ruconius (Hamilton, 1822)
- Gattung Equulites Fowler, 1904
  - Equulites absconditus Chakrabarty & Sparks, 2010
  - Equulites aethopos Suzuki & Kimura, 2017
  - Equulites elongatus (Günther, 1874)
  - Equulites klunzingeri (Steindachner, 1898)
  - Equulites laterofenestra (Sparks & Chakrabarty, 2007)
  - Equulites leuciscus (Günther, 1860)
  - Equulites rivulatus (Temminck & Schlegel, 1845)
- Gattung Eubleekeria Fowler, 1904
  - Eubleekeria jonesi (James, 1971)
  - Eubleekeria kupanensis Kimura & Peristiwady, 2005
  - Eubleekeria rapsoni Munro, 1964
  - Eubleekeria splendens (Cuvier, 1829)
- Gattung Gazza Rüppell, 1835
  - Gazza achlamys Jordan & Starks, 1917
  - Gazza dentex (Valenciennes, 1835)
  - Gazza minuta (Bloch, 1795)
  - Gazza rhombea Kimura, Yamashita & Iwatsuki, 2000
  - Gazza squamiventralis Yamashita & Kimura, 2001
- Gattung Karalla Chakrabarty & Sparks, 2008
  - Karalla daura (Cuvier, 1829)
  - Karalla dussumieri (Valenciennes, 1835)
- Gattung Nuchequula Whitley, 1932
  - Nuchequula blochii (Valenciennes, 1835)
  - Nuchequula flavaxilla Kimura, Kimura & Ikejima, 2008
  - Nuchequula gerreoides (Bleeker, 1851)
  - Nuchequula glenysae Kimura, Kimura & Ikejima, 2008
  - Nuchequula longicornis Kimura, Kimura & Ikejima, 2008
  - Nuchequula mannusella Chakrabarty & Sparks, 2007
  - Nuchequula nuchalis (Temminck & Schlegel, 1845)
- Gattung Photolateralis Sparks & Chakrabarty, 2015
  - Photolateralis antongil (Sparks, 2006)
  - Photolateralis moretoniensis (Ogilby, 1912)
  - Photolateralis polyfenestrus Sparks & Chakrabarty, 2019
  - Photolateralis stercorarius (Evermann & Seale, 1907)
- Gattung Photopectoralis Sparks, Dunlap & Smith, 2005
  - Photopectoralis aureus (Abe & Haneda, 1972)
  - Photopectoralis bindus (Valenciennes, 1835)
  - Photopectoralis hataii (Abe & Haneda, 1972)
  - Photopectoralis panayensis (Kimura & Dunlap, 2003)

### Unterfamilie Leiognathinae
Ein Geschlechtsdimorphismus hinsichtlich der Größe und Form der Leuchtorgane ist nicht vorhanden.
- Gattung Aurigequula Fowler, 1918

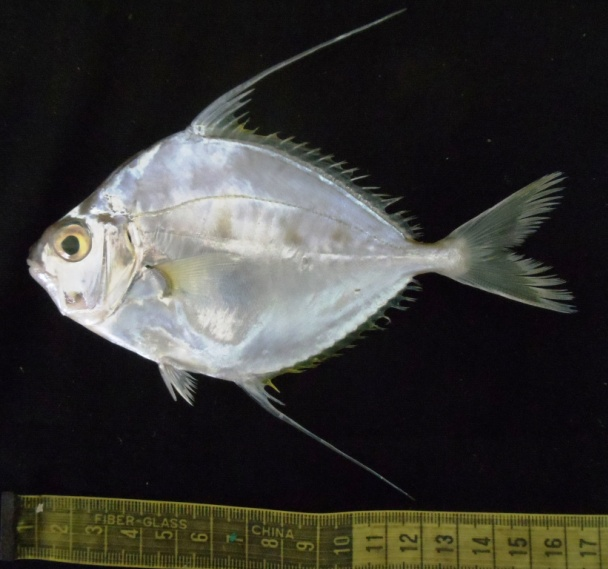
Aurigequula longispinis

  - Aurigequula fasciata (Lacépède, 1803)
  - Aurigequula longispinis (Valenciennes, 1835)
- Gattung Leiognathus Lacépède, 1802
  - Leiognathus berbis (Valenciennes, 1835)
  - Leiognathus brevirostris (Valenciennes, 1835)
  - Leiognathus equulus (Forsskål, 1775)
  - Leiognathus lineolatus (Valenciennes, 1835)
  - Leiognathus oblongus (Valenciennes, 1835)
  - Leiognathus parviceps (Valenciennes, 1835)
  - Leiognathus robustus Sparks & Dunlap, 2004
  - Leiognathus striatus James & Badrudeen, 1991